# Беотия
Бео́тия (греч. Βοιωτία, Виотия) — один из номов в административном округе Центральная Греция. Столица нома — город Левадия. В его честь названа макула Беотия на спутнике Юпитера Европе.

## Географическое положение
Беотия в древности — самая обширная из стран средней Греции, граничила на западе с Фокидой, на севере со страною опунтийских Локр, на юге с Аттикой и Мегаридой; юго-западный её берег омывается внутреннею частью Коринфского залива, который назывался Алкионовым морем по имени гиганта Алкионея, побеждённого Гераклом, восточный же берег отделяется от острова Эвбеи узким проливом, который суживается как раз против середины острова до 60-90 м. Это место называли каналом Эврип, через который перекинут мост, существовавший ещё в древности, с 410 года до н. э.
Беотия в современности — один из номов в административном округе Центральная Греция, с площадью 3211 кв. км. и населением 134 108 жителей (постоянное население: 132119) (1991). Граничит на севере с номом Фтиотида, на западе с номом Фокида, на юго-западе омывается Коринфским заливом, на юго-востоке граничит с номом Аттика, на востоке с номом Эвбея через заливы Вориос-Эввоикос и Нотиос-Эввоикос.

## Физико-географическое описание
Беотия — область плоская и очень плодородная. Горных районов очень мало. Распределение типов рельефа выглядит следующим образом:
- 40 % — плоские равнины,
- 38 % — холмистые равнины
- 22 % — горы.

Крупнейшие равнины — находящиеся у Фив и Херонеи и равнина Копаида (сформировалась после осушения одноимённого озера). Наиболее важными реками являются Асопос, стекающая с Китерона и впадающая в залив Нотиос-Эввоикос, и фиванский Кифисос.
Главная часть Беотии представляет котловинообразную долину, окаймлённую со всех сторон кольцом гор. Только на северо-западе кольцо это прорывается, чтобы дать выход довольно значительной реке Кифисос (ранее так же называлась Мавронери) и многочисленным потокам, стекающим с гор, тогда как остальные воды котловины не имеют выхода и просачиваются по подземным трещинам у подошвы гор (катавотрам). Вследствие этого глубжележащие части котловины представляли в зимние месяцы огромное озеро Копаида, воды которого начинали спадать только в начале мая. После спадения вод вся залитая раньше местность представляла собой великолепные пастбища и плодороднейшие поля, на которых обильно произрастала пшеница, а в более сырых местах рис и хлопчатник. На юге у прежнего Галиарта были глубокие болота, по окраинам которых рос тростник, крайне ценившийся в древности как отличный материал для изготовления флейт. Другим ценным продуктом озера были угри, которые играли важную роль на афинском рыбном рынке. С другой стороны, как сообщается в Энциклопедическом словаре Ф. А. Брокгауза и И. А. Ефрона, близость озера вызывала частые лихорадки. С целью увеличить площадь пахотных земель озеро Копаида было полностью осушено. Работы были начаты в 1882 французской компанией и завершены в 1931 специально созданной английской компанией. Путём осушения озера создано 241 000 акров (около 97,5 га) пахотных земель. Установлено, что это озеро осушено не впервые: в XVI веке до н. э. его осушили минийцы — древние жители Орхомена, которые для этого создали систему туннелей, направив воду в залив. Постепенно ирригационные сооружения разрушились, чему способствовали смена населения области и землетрясения.
Из гор, окружающих долину бывшего озера, наиболее знаменит Геликон, воспетый поэтами как местопребывание муз, с рощей и двумя источниками — Аганиппой и Гиппокреной, — посвящёнными музам. Эта цепь гор с её северными и южными предгорьями и разветвлениями занимает почти всю юго-западную часть Беотии. От восточного склона этого хребта тянется ряд холмов по направлению к востоку до самых Фив, самого значительного из беотийских городов; далее на востоке и северо-востоке начинаются опять более высокие горы, такие как Тевмесс, Гипатон и Месапион. Между этими горами и скалистыми холмами (Сфинкс-гора, Феникион и Птоон), образующими южную и восточную окраину долины озера, простирается равнина, на которой находятся два озера, Илики и Паралимни. Южная часть страны между восточными продолжениями Геликона и Киферона представляет волнистую равнину, орошённую рекою Азопос, или Асопос. На западном краю этой равнины были расположены Платеи, на полях которых в 479 году до н. э. происходила решительная битва между греками и персами.
Беотия и, в частности, район Фив — сейсмическая область. Город Фивы дважды пострадали в XIX в., один раз — в XX в. и один раз — В XXI веке.

## История
Беотия заселена с древних времён.
В Микенский период в Беотии уже существовали дворцовые центры. Современные археологические исследования обнаружили два из них: в Эвтресисе и в Гла. В течение этого периода, Беотия населена племенами ахейцев, минийцев и кадмейцев. Минийцы были особенно активны и на время достигли высыхания Копаиды, которое дало им богатство. Их центром был город Орхомен. Важным центром этого периода были и Фивы.
Через 60 лет после разрушения Трои пришли из Фессалии эолийские беотийцы, покорили всецело страну и дали ей своё имя; только государство минийцев, происходящих также из Фессалии, сохранило на некоторое время свою самостоятельность.
В историческое время все самостоятельные города (первоначально, вероятно, 14, позднее меньше) составили один Беотийский союз c городом Фивы во главе. Главной святыней союза был храм Афины у Коронеи (на юго-восточной стороне озера Копаида). Во главе исполнительной власти стояли беотархи, выбираемые на год, но имевшие право по истечении года быть вторично избранными; Фивы выбирали двух представителей, остальные члены союза — по одному; верховная решающая власть была в руках совета, состоявшего из четырёх коллегий. Во времена македонского владычества союз продолжал существовать, по крайней мере во внешней своей форме.
После разрушения Коринфа римлянами (146 г. до н. э.) Беотийский союз был уничтожен, но вскоре опять возобновлён и удержался, хотя и без всякого политического значения, до эпохи Римской империи.
Из полководцев и государственных мужей, которых дала Беотия, особенно выделяются Эпаминонд и Пелопид; из поэтов Гесиод, Пиндар, Коринна; из историков Плутарх. В Беотии процветали искусства: игра на флейте, живопись и гимнастика. В средние века и во время турецкого господства вместо Фив, утративших совершенно своё значение, главным городом страны сделалась Левадия (др.-греч. Λεβαδεια), с известным оракулом Трофония, к западу от Копаиды, так что Беотийскую страну стали называть именем этого города.

## Население и экономика
Беотия населена греками. Греки — подавляющее большинство населения. Однако есть часть населения, состоящего из иммигрантов и беженцев различных национальностей. Большинство из них происходят из Южной Азии, Балкан, Восточной Европы и Кавказа. Это албанцы, пакистанцы, индийцы, афганцы, цыгане, румыны, болгары, русские, грузины, турки и казахи. Греческий язык здесь из-за долгого сосуществования содержит много заимствованных из албанского элементов.
В начале XX века население занималось главным образом хлебопашеством и виноделием, на юго-западе (в области Геликона) — скотоводством, в холмах близ Фив находили морскую пенку.
По данным 2006 года, Беотия производит 2 % от валового внутреннего продукта (ВВП), седьмое место в Греции. В обрабатывающей промышленности приходится 57 % от валового регионального продукта, что делает ном Беотия первым в стране, и производится 13 % от общего объёма производства обрабатывающей промышленности (третье место в Греции). Достаточно развита и горнодобывающая промышленность. В Дистомоне находятся основные месторождения бокситов в Греции. Другие полезные ископаемые: железная руда, никелевые руды, хромиты. В Дистомоне находится Aluminium of Greece, единственное предприятие в Греции, которая производит глинозём и алюминий. Есть также значительная пищевая промышленность, текстильная, цементная и другие отрасли промышленности.
Беотия является одним из самых богатых и самых плодородных сельскохозяйственных регионов Греции, поскольку она имеет значительный процент низменных сельхозугодий и находится на небольшом расстоянии от столицы, которая является крупнейшим потребителем в стране. Основной продукцией являются хлопок, томаты, картофель, табак, маслины, мёд, зерновые, ячмень, кукуруза, орехи, бобовые, овощи, фрукты и продукты животноводства: коровы, козы, овцы, свиньи, куры.